# Neritius abyssinicus
Neritius abyssinicus är en insektsart som beskrevs av Boris Petrovich Uvarov 1934. Neritius abyssinicus ingår i släktet Neritius och familjen gräshoppor. Inga underarter finns listade i Catalogue of Life.